# Nototodarus gouldi

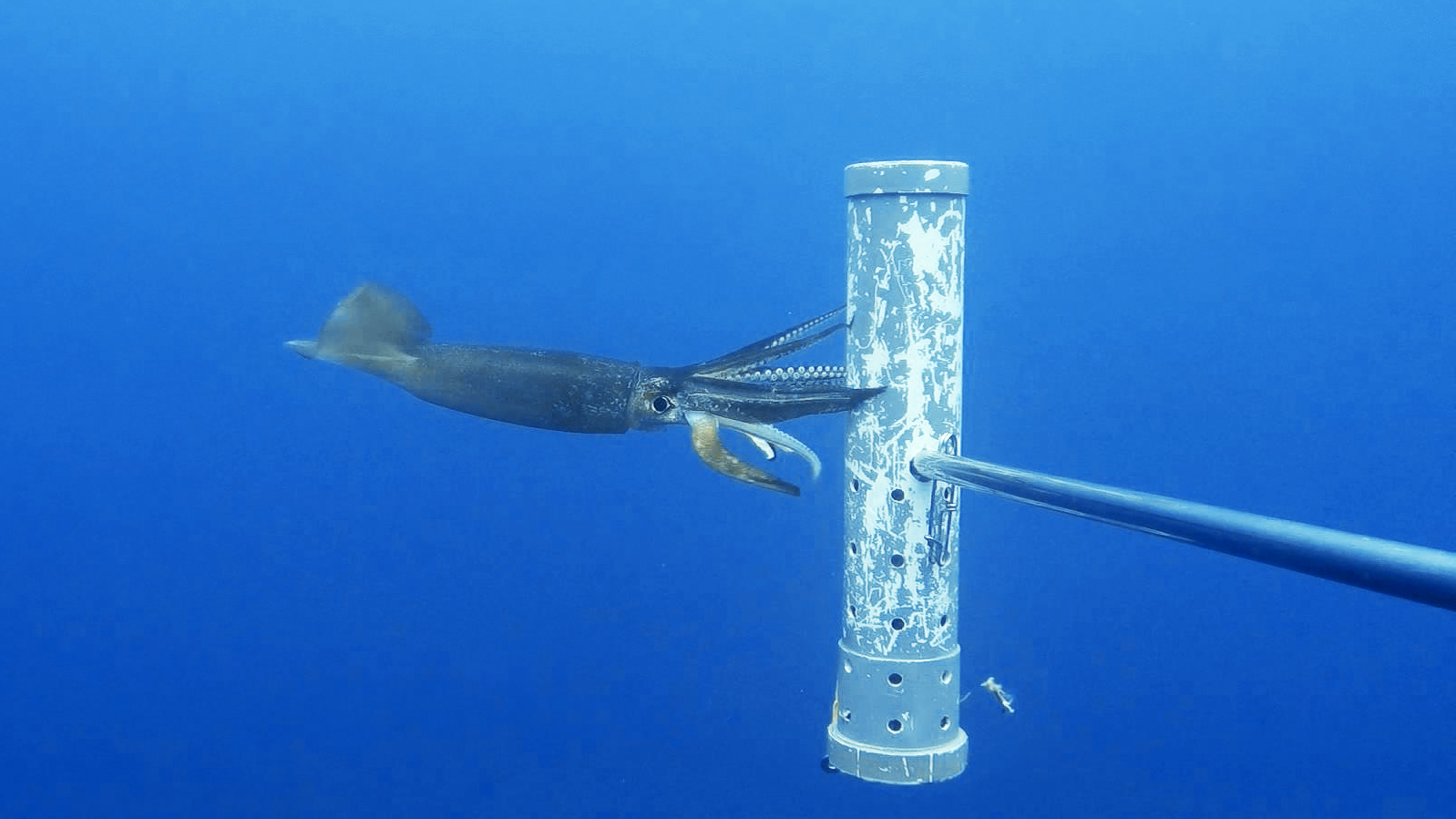
Gould's flying squid @ Bremer Marine Park

Nototodarus gouldi is een soort in de taxonomische indeling van de inktvissen, een klasse dieren die tot de stam der weekdieren (Mollusca) behoort. De inktvis komt enkel in zout water voor en is in staat om van kleur te veranderen. Hij beweegt zich voort door water in zijn mantel te pompen en het er via de sifon weer krachtig uit te persen. De inktvis is een carnivoor en zijn voedsel bestaat voornamelijk uit vis, krabben, kreeften en weekdieren die ze met de zuignappen op hun grijparmen vangen.
De inktvis komt uit het geslacht Nototodarus en behoort tot de familie Ommastrephidae. Nototodarus gouldi werd in 1888 beschreven door McCoy.